# Tim Burroughs
Tim Burroughs (Hopkins, Južna Karolina, 14. listopada 1969.) umirovljeni je američki profesionalni košarkaš. Izabran je u 2. krugu (51. ukupno) NBA drafta 1992. od strane Minnesota Timberwolvesa.

## Vanjske poveznice
- Profil  Arhivirana inačica izvorne stranice od 21. ožujka 2021. (Wayback Machine) na Basketpedya.com